# نیوهوپ (ایندیانا)
نیوهوپ (به انگلیسی: New Hope) یک منطقهٔ مسکونی در ایالات متحده آمریکا است که در ایندیانا واقع شده‌است. نیوهوپ ۱۵۹ متر بالاتر از سطح دریا قرار دارد.